# Rio Gâlma (Ialomicioara)
O Rio Gâlma é um rio da Romênia, afluente do Ialomicioara, localizado no distrito de Dâmboviţa.